# نظرية الفهم الذاتي
الفهم الذاتي هو مفهوم موقف إنساني في علم النفس، قام بابتكاره الباحث داريل بيم. يعرفه لالاند في معجمه الفلسفي فيقول إنه: «مجمل السمات التي يثيرها في فكر معين أو لدى معظم أفراد جماعة ما استعمال كلمة معينة». وهو نوع من تكوين الاتجاه طوره عالم النفس داريل بيم. يؤكد على أن البشر يطورون اتجاهاتهم (حين لا يوجد اتجاه سابق نظرًا لقلة التجارب وإلخ، وتكون الاستجابة العاطفية مبهمة) عبر ملاحظة سلوكهم الخاص واستنتاج الاتجاهات التي سببتها. هذه النظرية معارضة للحدس في الطبيعة إذ إن الحكمة المعهودة (التقليدية) هي أن الاتجاهات تحدد السلوكيات. علاوة على ذلك، تقترح النظرية أن البشر يكوّنون الاتجاهات دون الوصول للإدراك الداخلي والحالات المزاجية. يفسر الشخص سلوكياته العلنية الخاصة منطقيًا بنفس الطريقة التي يحاول بها تفسير سلوكيات الآخرين.

## تجربة بيم الأصلية
في محاولةٍ لتحديد ما إذا كان الأفراد يستحثون اتجاهاتهم بصفتهم مراقبين دون الوصول إلى حالاتهم الداخلية، استخدم بيم المحاكاة بين الشخصية، التي يُعطى فيها «المراقِب المشارك» وصفًا تفصيليًا لحالة واحدة من تجربة التنافر المعرفي. استمع الأشخاص الخاضعون للتجربة لشريط يصف فيه رجلٌ بحماس مهمة تحريك أوتاد مضجرة. 
قيل لبعضهم إن الرجل قد قبض عشرين دولارًا لتصريحه وقيل لمجموعة أخرى إنه قبض دولارًا واحدًا. ظن الأشخاص في الحالة الأخيرة أن الرجل تمتع بالمهمة أكثر من أولئك في حالة العشرين دولارًا. كانت النتائج التي حصل عليها مشابهة لنتائج تجربة فيستينجر كارلسميث الأصلية. نظرًا لأن المراقبين، الذين لم يتمكنوا من الوصول إلى الإدراك الداخلي للفاعل وحالاته المزاجية، كانوا قادرين على استنتاج الاتجاه الحقيقي للفاعل، فمن الممكن أن يتوصل الفاعل نفسه إلى اتجاهاته الخاصة من خلال مراقبة سلوكه الخاص. بالتحديد، يدوّن بيم كيف «يمكن اعتبار حالات الاتجاه التي تشمل المتغيرات التابعة الرئيسة في تجارب التنافر بمثابة أحكام بين شخصية يكون فيها كل من المراقِب والمراقَب فردًا واحدًا». 

## أدلة أوسع
أجرى علماء النفس دراسات عديدة تدعم نظرية الفهم الذاتي، وتشير إلى أن العواطف تتبع السلوك. على سبيل المثال، وُجِد أن المشاركين أفادوا العواطف الموافقة (بما في ذلك الإعجاب وعدم الإعجاب والسعادة والغضب وإلخ) لسلوكياتهم الظاهرة، التي تلاعب بها القائمون على التجربة. تضمنت هذه السلوكيات اتخاذ التعابير الوجهية والنظرات والوضعيات المختلفة. في نهاية التجربة، استنتج الأشخاص مشاعرهم واتجاهاتهم من سلوكياتهم المعتادة وبلغوا عنها على الرغم من توجيههم سابقًا ليتصرفوا بهذه الطريقة. توافق هذه النتائج نظرية جيمس لانغ في الشعور.
في عام 1974، أجرى جيمس ليرد تجربتين حول كيفية تحريض التغيرات في التعابير الوجهية لتغيرات في المشاعر. طُلِب من المشاركين في التجربة أن يقلصوا أو يرخوا عضلات وجهية مختلفة، ما يؤدي لتبسمهم أو تجهمهم دون وعي بطبيعة تعابيرهم. أفاد المشاركون أنهم شعروا بغضب أكبر حين تجهموا وكانوا أسعد حين تبسموا. وأفادوا أيضًا أن الرسوم المتحركة التي عُرضت وهم مبتسمون كانت أكثر فكاهة من تلك التي عُرِضت وهم متجهمون. علاوة على ذلك، سجل المشاركون معدلًا أعلى في العدوانية خلال تجارب التجهم أكثر من تجارب الابتسام، وسجلوا درجة أعلى من الابتهاج والاندفاع وعوامل الود الاجتماعي خلال تجارب الابتسام أكثر من تجارب التجهم. فسر ليرد هذه النتائج بأنها «تشير إلى أن سلوك الأفراد التعبيري يتأقلم مع نوعية تجربتهم العاطفية». بعبارة أخرى، قد تعمل التعابير الوجهية الخاصة بالفرد مسببًا لحالة عاطفية أكثر من كونها أثرًا (نتيجة)، بدلًا من الابتسام لأنهم سعداء، يمكن للشخص أن يجعل نفسه سعيدًا بالابتسام.
في عام 2006، أجرت تيفاني إيتو وزملاؤها دراستين للتحقيق فيما إذا كانت تغيرات التعابير الوجهية تحرض تغيرات في التحيز العنصري. كان الهدف الدقيق من هذه الدراسات هو تحديد «إذا ما كانت التعابير الوجهية تستطيع أن تعدل التحيز العنصري الضمني كما قيّمه اختبار التداعي الضمني». دُفِع المشاركون للابتسام خلسةً بحمل قلم رصاص في فمهم أثناء عرض صور غير مألوفة لذكور بيض أو سود، أو عدم تأديتهم لأي هيئة جسدية أثناء عرض الصور (الدراسة الأولى فقط). أنهى جميع المشاركين بعدها اختبار التداعي الضمني دون التلاعب بالوجه. كشفت النتائج انتشار تأثير بالاتجاه، وأظهر الأشخاص الذين أُرغِموا على الابتسام (في اللاوعي) لصور الذكور السود تحيزًا ضمنيًا أقل من أولئك الذين أُرغِموا على الابتسام لصور الذكور البيض. أي تغيرت اتجاهاتهم نتيجة لسلوكهم.
تناولت دراسات تشايكن وبالدوين لعام 1981 نظريةَ الفهم الذاتي مع الاتجاهات البيئية. عُرف كل مشارك بامتلاكه اتجاهات سابقة محددة بشكل جيد أو ضعيف، من ناحية كونه مناصرًا لحماية البيئة أو محافظًا على البيئة. أكمل المشاركون لاحقًا واحدًا من نموذجين من الاستبيان مصممين للتذكير بالسلوكيات السابقة المناصرة والمناهضة للبيئة. على سبيل المثال، تجلب أسئلة مثل «هل قمت بإعادة التدوير؟» للذهن المرات التي أعاد فيها الفرد التدوير، مركزةً على انخراطه في السلوك البيئي. على الجانب المقابل، تجلب الأسئلة من نمط «هل تعيد التدوير دائمًا؟» للذهن كل المرات التي لم يعِد فيه الفرد التدوير، مركزة على قلة السلوك البيئي. بعد ذلك، أُعيد قياس اتجاهات المشاركين تجاه كونهم مناصرين للبيئة أم محافظين على البيئة. لم يبدِ الأشخاص ذوو الاتجاهات الأولية/السابقة القوية أي تأثر بالتلاعب الملحوظ. ولكن تأثر الأشخاص ذوو الاتجاهات السابقة الضعيفة. في النهاية، أفاد الأشخاص في حالة تأييد البيئة («هل قمت بإعادة التدوير؟») أنهم مؤيدون للبيئة أكثر بكثير من الأشخاص في حالة مناهضة البيئة («هل تعيد التدوير دومًا؟»). أثرت إعادة بعض السلوكيات الماضية المعينة للذهن على الاتجاهات التي اتخذها الأفراد.
شوهدت أدلة على نظرية الفهم الذاتي في مواقف الحياة الواقعية. بعد اشتراك المراهقين في خدمات تطوعية متكررة مستدامة، اتضح أن اتجاهاتهم تغيرت لتصبح أكثر رعاية واهتمامًا نحو الآخرين.

## التحديات والانتقادات
اقتُرِحت نظرية الفهم الذاتي في البداية بديلًا لشرح النتائج التجريبية لنظرية التنافر المعرفي، وكان هناك جدل حول ما إذا كان الأشخاص يمرون بتغيرات الاتجاه كجهد لتقليل التنافر أو نتيجة لعمليات الفهم الذاتي. استنادًا إلى حقيقة أن نظرية الإدراك الذاتي تختلف عن نظرية التنافر المعرفي بأنها لا ترى أن الناس يعانون من «حالة دافع سلبي» يطلق عليها «التنافر» ويسعون إلى تخفيفها، فقد أُجريت التجربة التالية لمقارنة النظريتين في ظل ظروف مختلفة.
أظهرت دراسة مبكرة لنظرية التنافر المعرفي أن الأشخاص شعروا بالفعل بالإثارة حين وُجِد تعارض مع اتجاههم السابق. صمم ووترمان تجربة طُلِب فيها من سبعة وسبعين ذكرًا مستجدًا في الجامعة أن يكتبوا مقالة يناقشون فيها ضد الموقف الذي يتفقون معه بالأساس. ثم طُلِب منهم على الفور أن يؤدوا مهمتين سهلة ثم صعبة، وقُيم أداؤهم في كلتا المهمتين. وقد وُجد أنهم أدوا أداءً أفضل في المهمة البسيطة وأسوأ في المهمة الصعبة، مقارنة بأولئك الذين كتبوا للتو مقالًا يتوافق مع موقفهم الحقيقي. كما يتضح من التسهيل الاجتماعي، فإن الأداء المحسن في المهام البسيطة والأداء السيئ في المهام الصعبة يدل على حدوث الإثارة لدى الأشخاص حين يتعارض سلوكهم مع موقفهم. لذا فإن نظرية التنافر المعرفي جلية في هذه الحالة.